# 柯克·帕尔默
柯克·帕尔默（Kirk Palmer，1986年10月12日—），澳大利亚男子游泳运动员，主攻自由泳。曾参加2008年夏季奥林匹克运动会，最终在男子4×200米自由泳接力项目上收获一枚铜牌。